# Розповсюдження виду

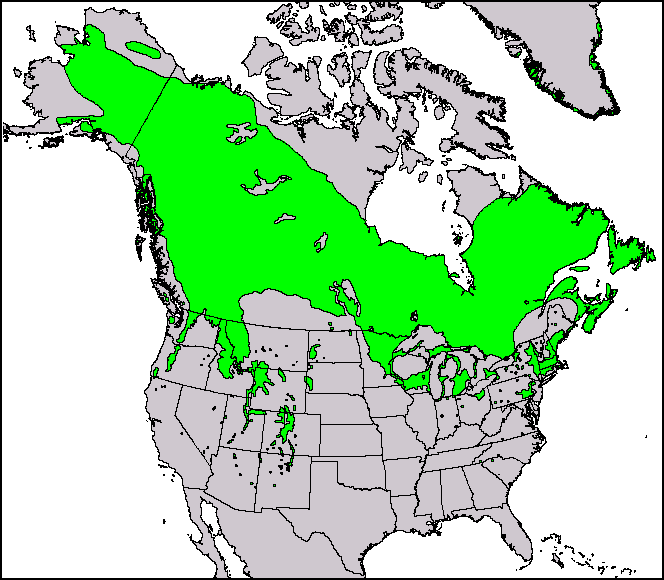
Мапа ареалу виду являє собою регіон, де можна знайти особи одного виду. Це карта діапазону ялівця у Північній Америці.

Розповсюдження виду або розподіл виду — це спосіб, у якому біологічний таксон є просторово організованим. Географічні межі розподілу окремих таксонів — це його ареал, часто представлений як затінені області на карті. Шаблони розповсюдження змінюються залежно від масштабу, за яким вони розглядаються, від розташування осіб у межах невеликої сімейної одиниці, від моделей у межах популяції або розподілу всього виду в цілому ареалі. Розповсюдження виду не слід плутати з біологічним розсіюванням, який є переміщення осіб, які виїжджають зі свого центру походження або з центрів високої густоти населення.

## Ареал
У біології, ареал виду — це географічна область, в межах якої цей вид може бути знайдений. У цьому діапазоні розподіл є загальною структурою населення виду, тоді як дисперсія є варіацією його густоти населення.
Ареал часто описується з такими якостями:
- Іноді розрізняють природний, ендемічний, аборигенний, або рідний ареал виду, де він історично зародився і жив, та ареал, де вид нещодавно закріпився. Багато термінів використовуються для опису нового ареалу, таких як неродний, натуралізований, інтродукований, трансплантований, інвазійний, або колонізований ареал.[1]  Інтродукований  зазвичай означає, що вид був перенесений людьми (навмисно або випадково) через великий географічний бар'єр. .[2]
- Для видів, що зустрічаються в різних регіонах в різні періоди року, особливо пори року, часто використовуються такі терміни, як літній ареал і  зимовий ареал .
- Для видів, для яких використовується лише частина їх ареалу для вигодовування, використовуються терміни  ареал вигодовування  і  ареал не-вигодовування .
- Для рухомих тварин часто використовують термін  родний ареал , на відміну від областей, де вони ведуть бродячий спосіб життя.
- Часто додаються географічні або тимчасові класифікатори, наприклад,  британський ареал  або  ареал до 1950 року . Типовими географічними ареалами можуть бути широтний ареал і висотний ареал.

Екологічна диз'юнкція відбувається, коли дві або більше областей ареалу таксона значно відокремлені один від одного географічно.

## Фактори, що впливають на розподіл
Шаблони розповсюдження можуть змінюватися по порам року, розподілу людьми, у відповідь на наявність ресурсів та інших абіотичних і біотичних факторів.

### Абіотичні
Існують три основні типи абіотичних факторів:
1. кліматичні фактори складаються з сонячного світла, атмосфери, вологості, температури і солоності;
2. едафичні фактори — це абіотичні фактори щодо ґрунту, такі як грубість ґрунту, місцева геологія, рН ґрунту і аерація;
3. соціальні фактори включають використання землі та доступність води.

Приклад впливу абіотичних факторів на поширення видів спостерігається в більш сухих районах, де більшість особ одного виду збиратимуться навколо джерел води, утворюючи злитий розподіл.
Дослідники проекту «Різноманітність Арктичного океану» (ARCOD) задокументували зростання кількості тепловодних ракоподібних у морях навколо островів Свальбард Норвегії. ARCOD є частиною перепису морського життя, величезного 10-річного проекту, в якому беруть участь дослідники в більш ніж 80 країнах, які мають на меті побудувати мапи різноманітності, розподілу і достатку життя в океанах. Морське життя значною мірою перебуває під впливом зростаючими наслідками глобального потепління. Це дослідження показує, що з підвищенням температури океану види починають подорожувати в холодні і суворі арктичні води. Навіть сніговий краб розширив свій ареал на 500 км на північ.

### Біотичні
Біотичні фактори, такі як хижацтво, хвороба і конкуренція за такі ресурси, як їжа, вода і товариші, також можуть впливати на поширення виду. Наприклад, біотичні фактори в оточенні перепелів включатимуть їхню здобич (комахи та насіння), конкуренцію з боку інших перепелів і їхніх хижаків, таких як койот. Перевага стада, спільноти чи іншого об'єднаного розподілу дозволяє популяції виявляти хижаків раніше, на більшій відстані, і потенційно установити ефективну оборону. Через обмежені ресурси, населення може бути рівномірно розподілене, щоб мінімізувати конкуренцію, як у лісах, де конкуренція за сонячне світло створює рівномірний розподіл дерев.
Люди є одним з найбільших розповсюджувачів видів через сучасні тенденції в глобалізації і розповсюдженні транспорту. Наприклад, великі танкери часто заповнюють баласти водою в одному порту і викидають їх в інший, викликаючи більш широке поширення водних видів.